# Georg Wilhelm I. (Liegnitz-Brieg-Wohlau)

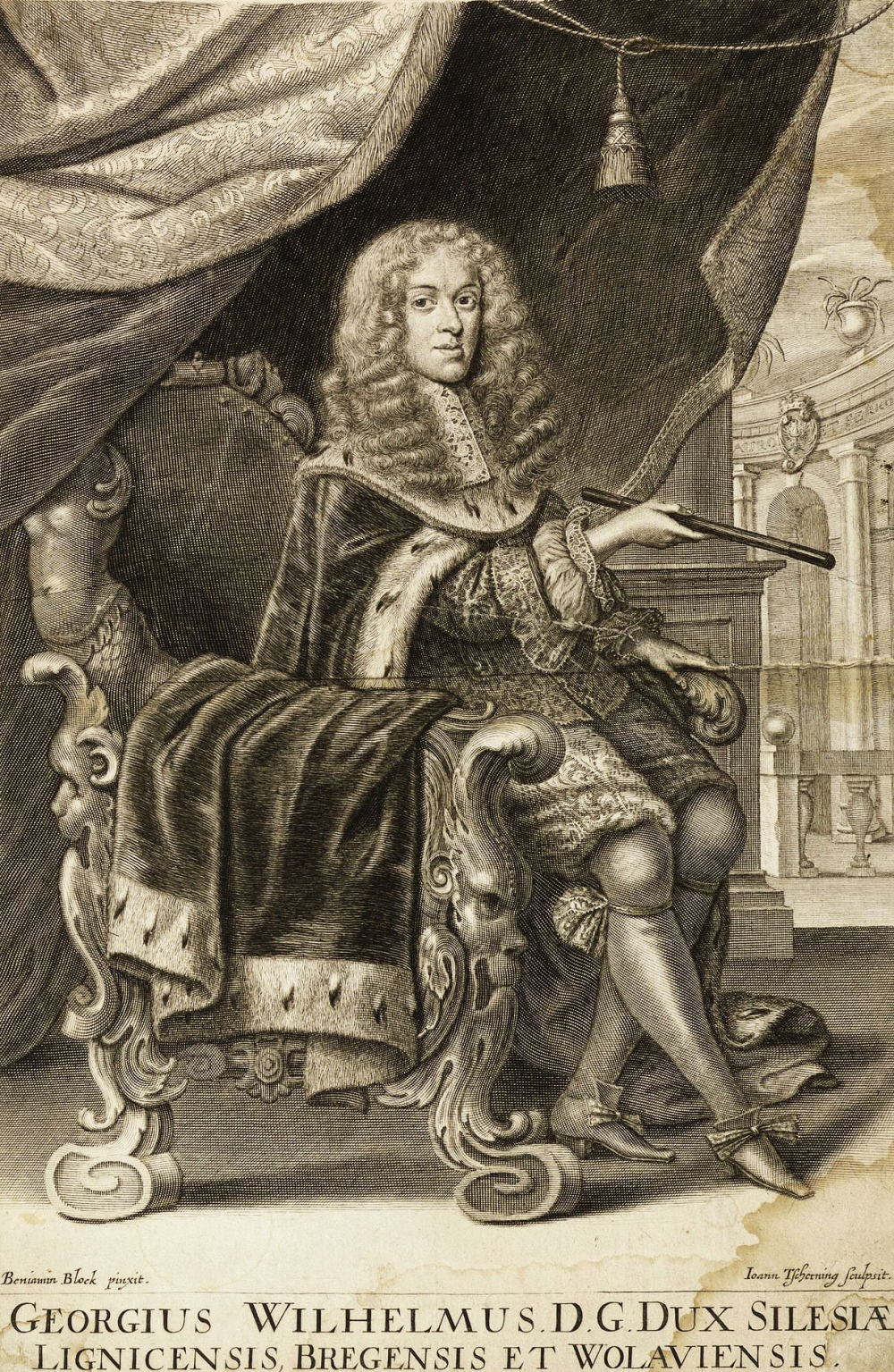
Herzog Georg Wilhelm

Georg Wilhelm I. (tschechisch Jiří Vilém Břežsko-Lehnický, polnisch Jerzy Wilhelm legnicki; * 29. September 1660 in Ohlau, Herzogtum Ohlau; † 21. November 1675 in Brieg, Herzogtum Brieg) war vom 14. März 1672 bis zu seinem Tod Herzog von Liegnitz, Brieg und Wohlau. Er war der letzte legitime männliche Nachkomme aus dem Geschlecht der Schlesischen Piasten.

## Herkunft und Familie
Seine Eltern waren Christian von Liegnitz-Brieg-Wohlau und Luise von Anhalt-Dessau († 1680), Tochter des Anhalt-Dessauer Fürsten Johann Kasimir. Georg Wilhelm hatte folgende Geschwister:
- Charlotte (1652–1707), heiratete am 14. Juli 1672 Herzog Friedrich von Holstein-Sonderburg-Wiesenburg, letzte Herzogin aus dem Geschlecht der Schlesischen Piasten.
- Luise (1657–1660)
- Christian Ludwig (* 15. Januar 1664; † 27. Februar 1664)

## Leben

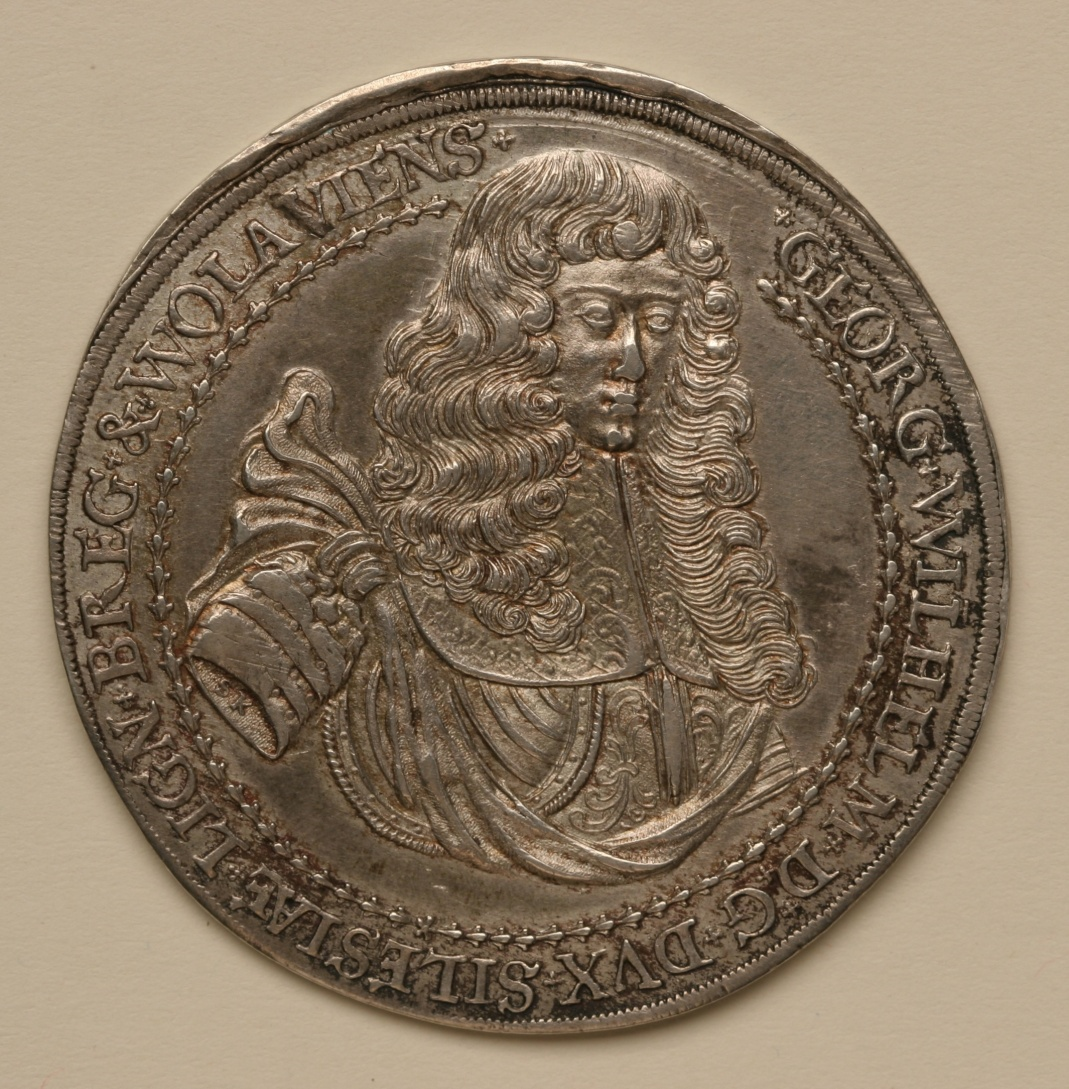
Medaille mit dem Bildnis Georg Wilhelms

Georg Wilhelm war der einzige Sohn und Erbe seines Vaters. Zu seinem Erzieher und Hofmeister wurde der aus Bernburg stammende August Friedrich Bohne bestimmt und seine Gesundheit überwachte der herzogliche Leibarzt Heinrich Martini. Beim Tod seines Vaters 1672 war Georg Wilhelm erst elf Jahre alt. Noch zu seinen Lebzeiten hatte Herzog Christian verfügt, wie die Regentschaft seines Landes nach seinem Tod zu regeln sei. Demnach fiel die Vormundschaft über den noch nicht mündigen Georg Wilhelm an dessen Mutter Luise sowie die drei Landeshauptleute der hinterlassenen Fürstentümer. Eine Ehrenvormundschaft wurde an den brandenburgischen Kurfürsten Friedrich Wilhelm sowie den Fürsten Georg von Anhalt übertragen. Da zu befürchten war, dass Kaiser Leopold als böhmischer Landesherr die Obervormundschaft über den verwaisten Prinzen Georg Wilhelm an sich ziehen würde, um ihn dann katholisch erziehen zu lassen, wurde Georg Wilhelm einen Tag vor dem Tod seines Vaters in das brandenburgische Frankfurt gebracht. Deshalb durfte er auch nicht zur Beisetzung seines Vaters nach Brieg zurückkehren, die am 31. März 1672 stattfand. In Frankfurt wurde ein Haus angemietet und Georg Wilhelm nach einem Ausbildungsprogramm seines Erziehers unterrichtet.
Die Verbringung Georg Wilhelms außer Landes und die Bestellung des brandenburgischen Kurfürsten Friedrich Wilhelm zu dessen Ehrenvormund wurde vom kaiserlichen Hof in Wien als unfreundliche Geste empfunden. Da der Kurfürst ein politisches Einvernehmen mit dem Wiener Hof suchte, legte er die Ehrenvormundschaft nieder. Nachdem der Kaiser versichert hatte, dass er sich in die Erziehung Georg Wilhelms nicht einmischen würde, holte ihn Herzogin Luise im Sommer 1673 nach Brieg zurück. Am 12. August d. J. fand die Huldigung Georg Wilhelms als zukünftigem Landesherrn durch die Brieger, anschließend durch die übrigen Stände statt. Nachdem sich Georg Wilhelms Schwester Charlotte 1672 wenige Monate nach dem Tod des Herzogs Christian heimlich und ohne Wissen ihrer Mutter verheiratet hatte, waren die Landstände und Vormundschaftsräte mit Herzogin Luise unzufrieden, der sie ein Versagen vorwarfen. Deshalb plädierten sie für eine Beendigung ihrer Regentschaft. Sie wiegelten Georg Wilhelm gegen seine Mutter auf und verfolgten beim Kaiser seine vorzeitige Volljährigkeitserklärung, damit er selbst die Regierung der ererbten Herzogtümer übernehmen könne. Da sowohl die Volljährigkeitsgewährung als auch die Lehnsübertragung nur persönlich durch den Kaiser in Wien erfolgen konnte, begab sich Georg Wilhelm nach entsprechenden diplomatischen Vorbereitungen zusammen mit seinem Gefolge am 14. Februar 1675 nach Wien.
Verlauf und Programm der Reise, über die bisher nur wenig bekannt war, konnten erst in neuerer Zeit einer Handschrift entnommen werden, die in der Leipziger Bibliotheca Albertina aufgefunden wurde. Der Verfasser des als „Vermerck“ bezeichneten Diariums ist nicht bekannt, es wird jedoch vermutet, dass er der Reisebegleitung angehörte. Sie bestand u. a. aus dem Erzieher und herzoglichen Rat August Friedrich Bohne, dem Brieger Landeshauptmann Hans Adam Freiherr von Posadowsky (1636–1708), dem Hofmarschall Friedrich Günther Freiherr Wolzogen und dem Liegnitzer Kanzler Friedrich von Roth (1628–1695). Der Letztere war ein Freund des Dichters Daniel Casper von Lohenstein, der sich zur selben Zeit in Wien aufhielt. Außerdem lebte in Wien der frühere Brieger Kanzler und Landeshauptmann Wilhelm Wenzel Freiherr von Lilgenau, der von Georg Wilhelms Vater entlassen worden war, mit dem nun Georg Wilhelm wieder Kontakt aufnahm.
Schon am Tag seiner Ankunft gewährte Kaiser Leopold dem Prinzen eine Privataudienz, bei der er sich von dessen „Vogtbarkeit“ überzeugte. Am 4. März stattete Georg Wilhelm dem Wiener Jesuitenkolleg einen Besuch ab, am 9. März dem kaiserlichen Ratgeber und Kapuziner Emerich Sinelli, am 12. März dem päpstlichen Nuntius Mario Albrizio. Die anstehenden Hoftermine vermittelte der für Schlesien zuständige Oberstkanzler von Böhmen, Reichsgraf Johann Hartwig von Nostitz-Rieneck. Er war ein Freund des Brieger Fürstenhauses und spielte am Huldigungstag eine dirigierende Rolle.
Die Huldigung des Kaisers durch Georg Wilhelm fand am 14. März 1675 statt. Georg Wilhelm wurde durch den Reichshofratspräsidenten Fürst Schwarzenberg und den Hofkriegsratspräsidenten Graf Montecuccoli vor den Kaiser geleitet. Nachdem Georg Wilhelm sein Anliegen vorgetragen und die Eidesformel gesprochen wurde, überreichte ihm der Kaiser zum Zeichen der Belehnung Hut und Degen, die als symbolische Insignien galten. Um das so wichtige Ereignis festzuhalten, hatte Georg Wilhelm den Regensburger Porträtmaler Benjamin von Block nach Wien bestellt. Nach dem damals entstandenen Porträt, das nicht erhalten ist, entstand jedoch ein Kupferstich in mehreren Varianten, der den jungen Herzog in der Pose des Herrschers darstellt.
Nach der Belehnung hielt sich Herzog Georg Wilhelm noch bis zum 24. März in Wien auf, wo er weitere gesellschaftliche Verpflichtungen wahrnahm. Am 30. März kehrte er nach Brieg zurück, wo sein förmlicher Regierungsantritt festlich begangen wurde. Schon im Sommer 1675 ernannte ihn der Kaiser für den bevorstehenden Fürstentag zu seinem Stellvertreter und Kommissar. Sein vielversprechender Aufstieg wurde jedoch jäh beendet. Nach einer Jagd starb er an einer von Kinderpocken gefolgten Erkältung. Durch seinen frühen Tod konnte der von ihm geplante Wiederaufbau der Gröditzburg, die im Dreißigjährigen Krieg zerstört worden war, nicht realisiert werden.
Georg Wilhelm wurde in der Liegnitzer Johanniskirche beigesetzt, in der seine Mutter zwei Jahre später zum Gedenken an ihn und seine Vorfahren das Mausoleum der Schlesischen Piasten errichten ließ. Die Fürstengruft wurde von Daniel Casper von Lohenstein konzipiert, der auch die 1676 erschienene Lob-Schrifft deß weyland durchlauchtigen Fürsten und Herrn/Herrn George Wilhelms Hertzogens in Schlesien zu Liegnitz verfasste.
Seine Herzogtümer Liegnitz, Brieg und Wohlau sowie Ohlau, das seiner Mutter bis 1675 als Wittum zustand, zog Kaiser Leopold in seiner Eigenschaft als König von Böhmen als erledigte Lehen ein. Nachfolgend wurden sie als Erbfürstentümer von einem vom Kaiser eingesetzten Landeshauptmann verwaltet, der als Statthalter amtierte und auf dem Schloss Liegnitz residierte. In den bis dahin evangelischen Fürstentümern erfolgten durch die kaiserliche Regierung gegenreformatorische Maßnahmen.
Eine lebensgroße Alabasterfigur Georg Wilhelms mit der mit Aufschrift: „At sequor ipse / Ach, auch ich folge“ befindet sich in der Liegnitzer Fürstengruft. 

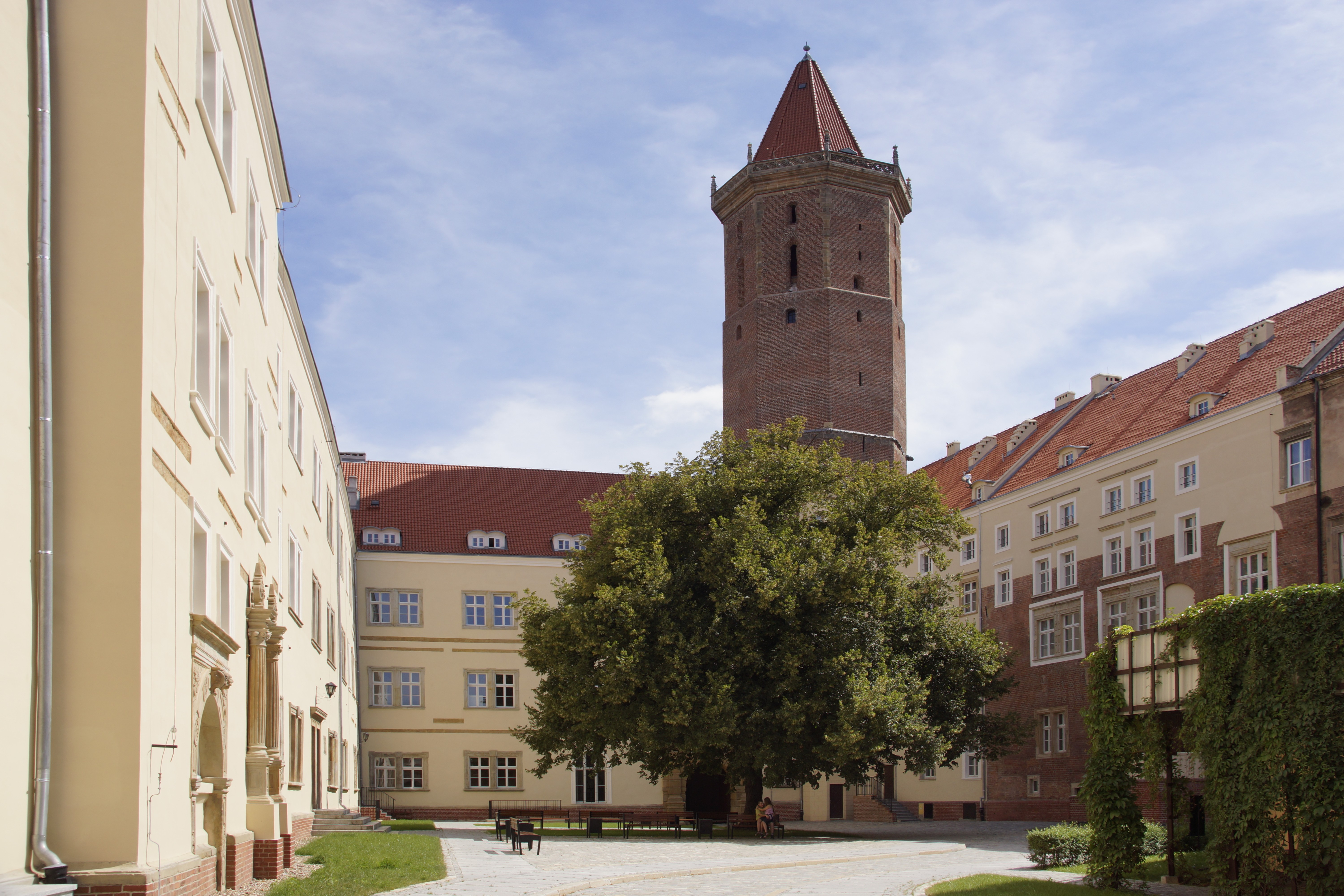
Schloss Liegnitz
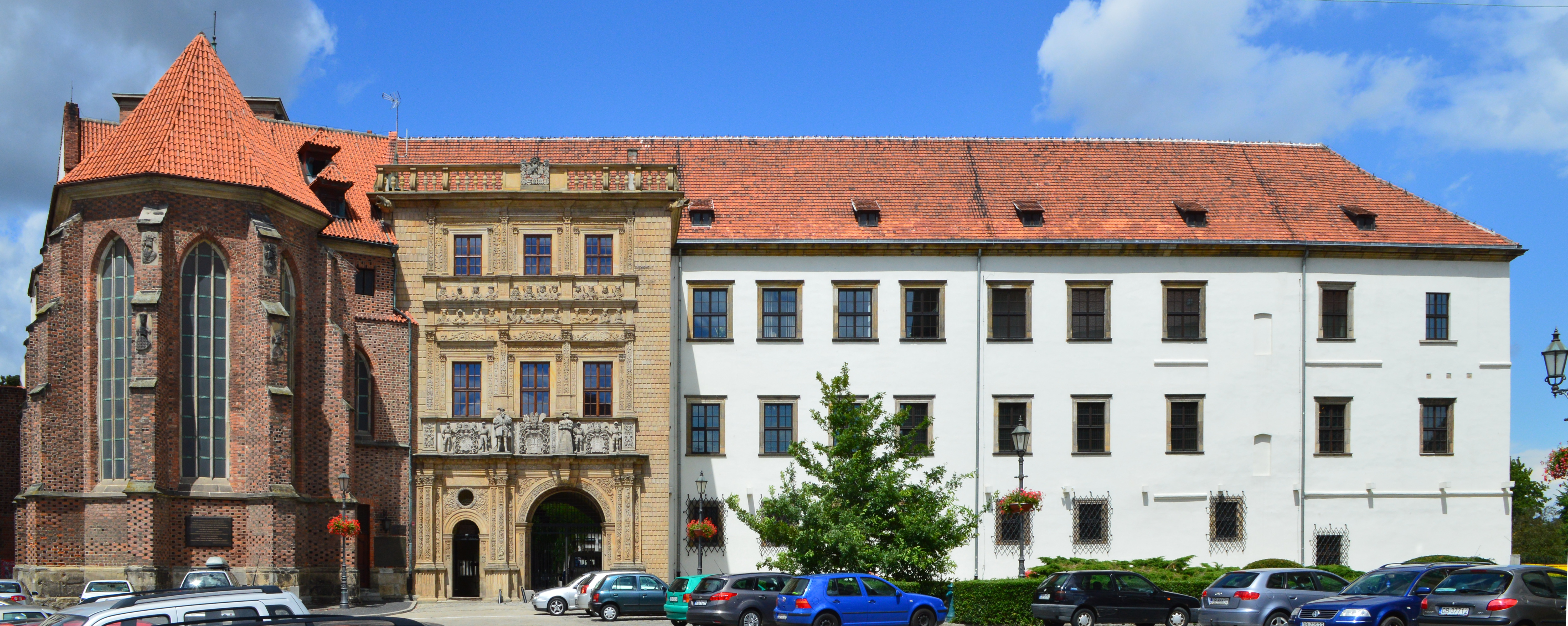
Schloss Brieg
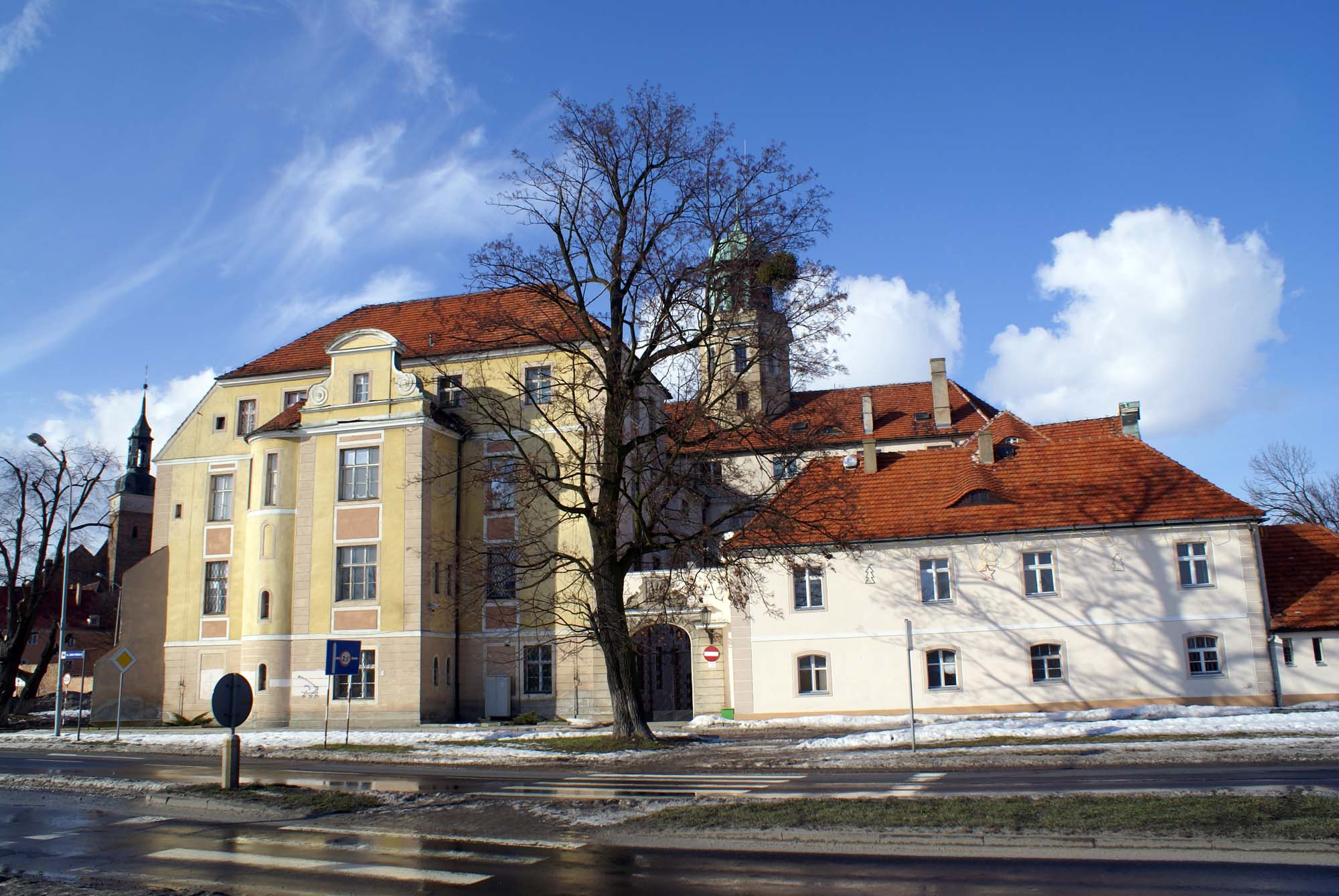
Schloss Wohlau